# Briault (Marskrater)

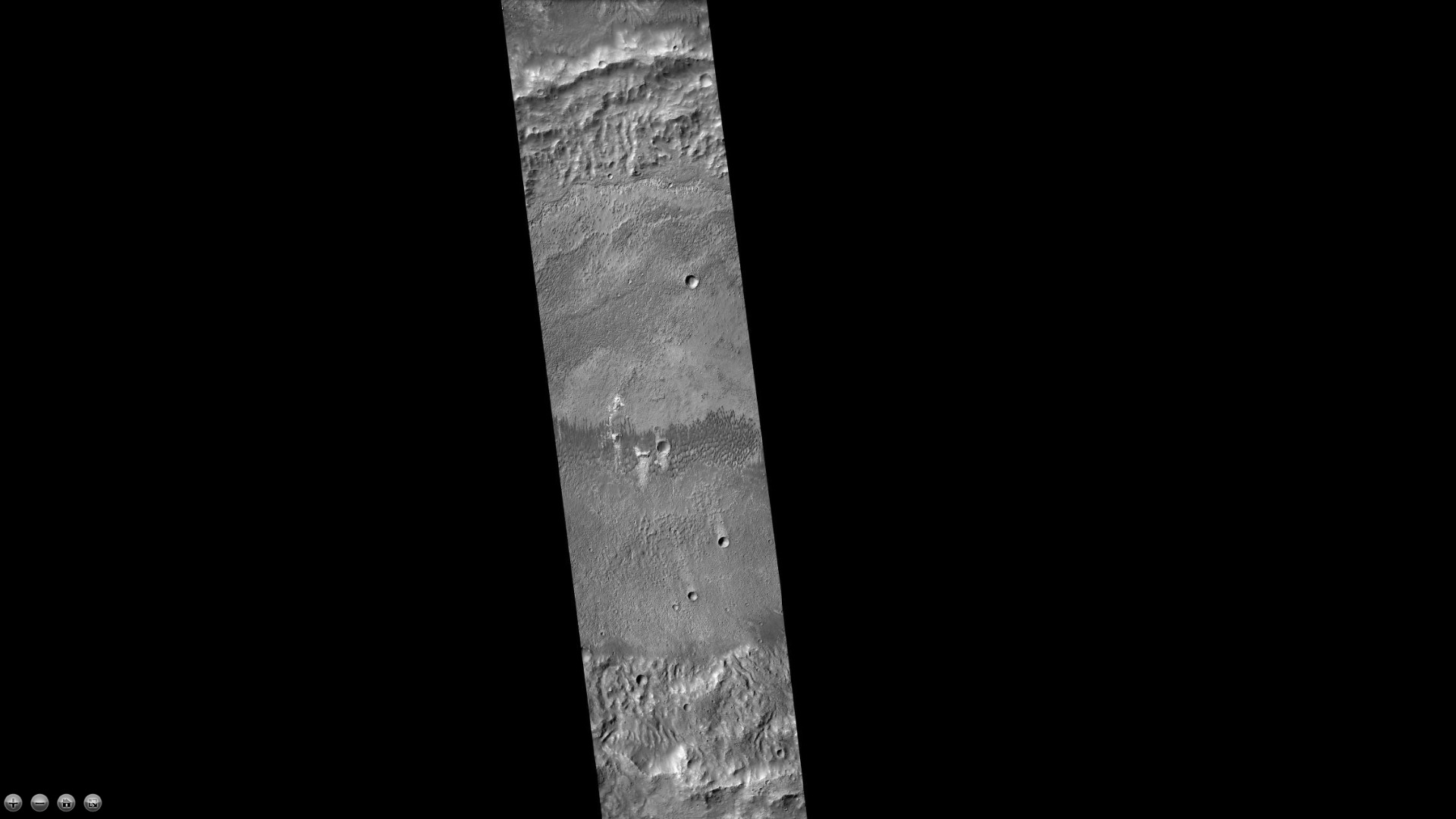
Der Krater Briault. Aufnahme durch die CTX-Kamera des Mars Reconnaissance Orbiter.

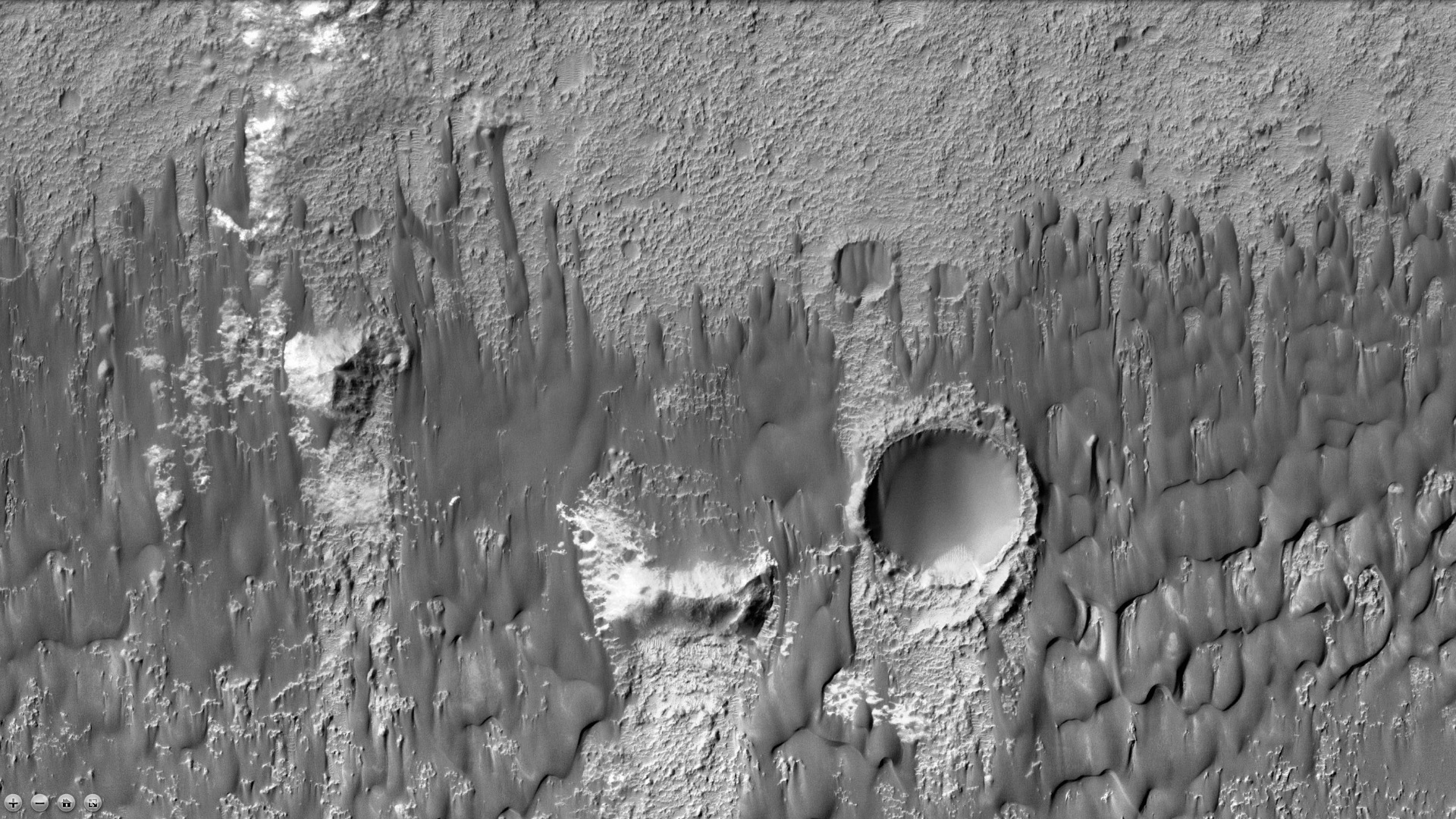
Vergrößerung des vorigen Bildes. Die dunklen Bereiche auf den Bildern sind Dünen. Die gebogenen sind Sicheldünen.

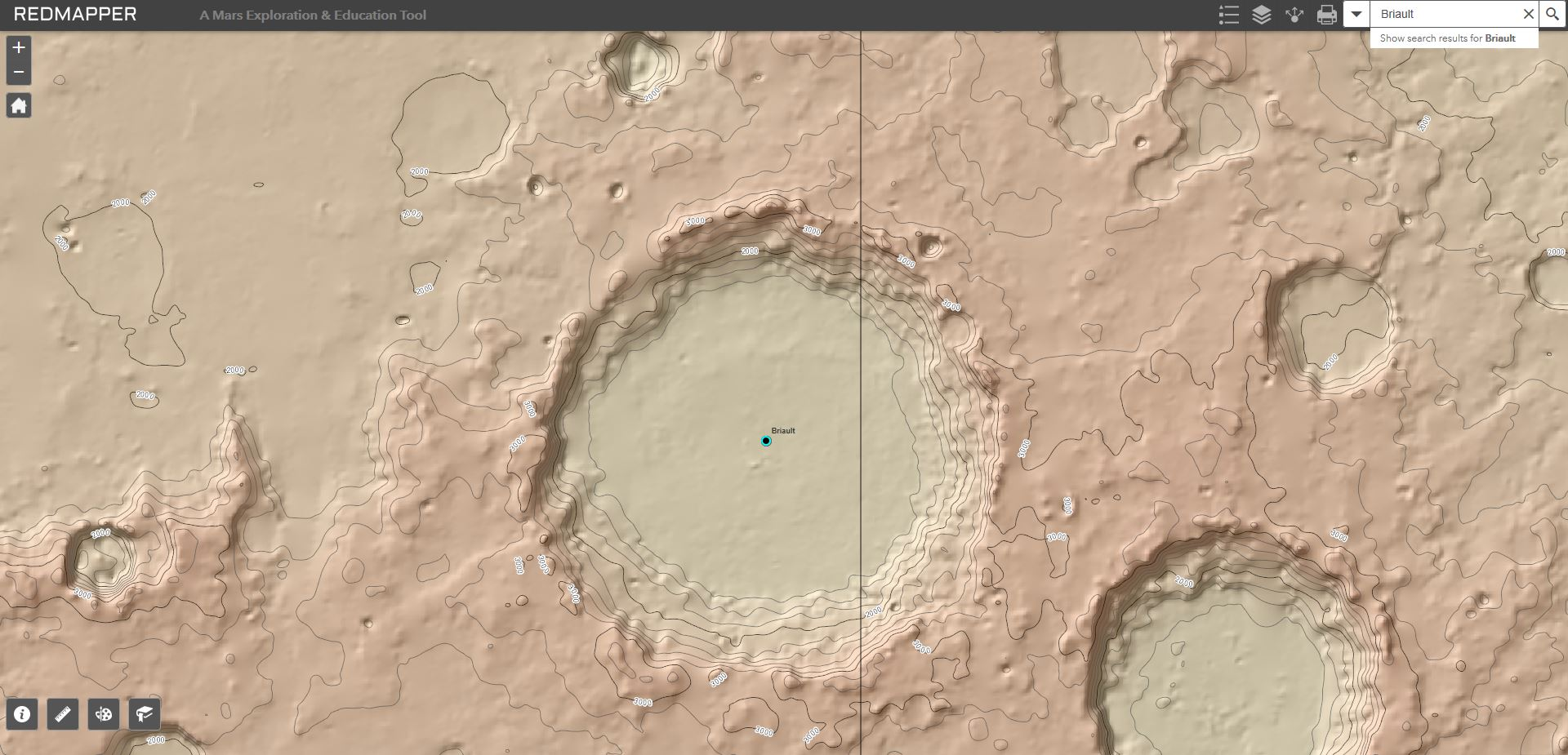
Eine topografische Karte, mit dem Krater Briault und anderen benachbarten Kratern.

Briault ist ein Einschlagkrater im Mare Tyrrhenum-Gradfeld auf dem Mars (Koordinaten 9,98° S, 89,68° O). Der Krater ist 93,06 Kilometer im Durchmesser. Er wurde 1973 nach dem Astronomen Paul Briault benannt.
Auf den Bildern sind Dünen zu sehen. Die gebogenen Dünen sind Sicheldünen.